# László Zarándi
László Zarándi, född 10 juni 1929 i Kiskunfélegyháza, död 14 augusti 2023, var en ungersk friidrottare inom kortdistanslöpning.
Zarándi blev olympisk bronsmedaljör på 4 x 100 meter vid sommarspelen 1952 i Helsingfors.